# 12130 Mousa
12130 Mousa è un asteroide della fascia principale. Scoperto nel 1999, presenta un'orbita caratterizzata da un semiasse maggiore pari a 2,6406311 UA e da un'eccentricità di 0,1081385, inclinata di 5,65275° rispetto all'eclittica.